# Anguish (album)
Anguish (1991) is het debuutalbum van de EBM-band And One. Het album is opgenomen in de Machinery Studio in Berlijn. Het album is geproduceerd door Jor Jenka. De muziek is geschreven door Steve Naghavi.
De zanger op Anguish is Steve Naghavi, de tweede stem is van Chris Ruiz. Ook de stemmen van Peter Lorre (nummer 4) en producer Jor Jenka (nummer 6) zijn op het album te horen.

## Nummers
1. Devil Airlines – 3:20
2. Second Front – 3:34
3. Metalhammer – 5:24
4. Menschen – 1:44
5. And One – 4:22
6. Only One – 4:30
7. Crimetime – 4:20
8. Synthetik – 2:27
9. Geld – 2:33
10. Second Voice – 3:14
11. Exit – 5:05
12. Anguish – 4:17
13. Deliverance – 3:40
14. Metalhammer (heavy mix) – 5:12

Anguish is zowel uitgebracht als cd en als Langspeelplaat. De nummers 13 en 14 zijn bonusnummers op de cd-uitvoering.